# Bazylika Ścięcia św. Jana Chrzciciela w Chojnicach
Bazylika Ścięcia św. Jana Chrzciciela w Chojnicach – najstarszy rzymskokatolicki kościół w mieście – fara. Budowę rozpoczęto w XIV wieku, na miejscu poprzedniego – drewnianego kościoła. Świątynia reprezentuje pomorski styl gotycki. Mieści się przy Placu Kościelnym w Chojnicach, w województwie pomorskim. Należy do dekanatu Chojnice w diecezji pelplińskiej.

## Historia (kalendarium)
- 1340 – Początek budowy bazyliki.
- 1360 – Ukończenie budowy bazyliki.
- 1365 – Konsekracja kościoła przez biskupa Piotra z Gniezna, sufragana arcybiskupa Bogorii Skotnickiego.
- 1466 – Patronat nad chojnicką bazyliką objął Kazimierz Jagiellończyk.
- 1555 – Przejęcie kościoła przez protestantów, w zamieszkach przed kościołem zginął proboszcz ks. Sińcki.
- 1616 – Oddanie kościoła katolikom.
- 1619 – Wizyta prymasa polski abp Wawrzyńca Gembickiego.
- 1657 – Pożar kościoła. Odbudowa trwała 21 lat.
- 1733 – Drugi pożar kościoła. Jednocześnie spłonęło archiwum parafialne.
- 1741 – Wizyta prymasa polski arcybiskupa Krzysztofa Antoniego Szembeka.
- 1924 – Zostaje odbudowane sklepienie kościoła zniszczone w czasie pożarów.
- 1939 – Wybuch wojny i zniszczenie wszystkich witraży.
- 1945 – Trzeci pożar świątyni. Odbudowa trwała 10 lat.
- 1953 – Wizyta prymasa polski kard. Stefana Wyszyńskiego.
- 1961 – Bazylika została nawiedzona przez obraz Matki Bożej Częstochowskiej. Kościół odwiedzili prymas Polski kard. Wyszyński, generał zakonu ojców paulinów, wielu biskupów, infułatów, prałatów, kanoników, szambelanów.
- 1993 – Dzięki staraniom ks. kan. Romana Lewandowskiego i bpa Jana Bernarda Szlagi chojnicka fara otrzymała godność Bazyliki Mniejszej.
- 1994 – W pierwszą rocznicę nadania tytułu Bazyliki Mniejszej odwiedzili ją prymas polski kard. Józef Glemp oraz nuncjusz apostolski abp Józef Kowalczyk.
- 2007 – Konserwacja świątyni.
- 2012 – Bazylikę Mniejszą odwiedził prymas Polski abp Henryk Muszyński.

## Lokalizacja
Bazylika mniejsza usytuowana jest obok tzw. „kościoła gimnazjalnego” oraz niedaleko rynku. Kościół znajduje się na przebudowanym w 2007 Placu Kościelnym. Do północnej ściany przylega krzyż misyjny z 1948. Po stronie południowej posadzony jest dąb papieski, wyhodowany z żołędzi poświęconych przez Jana Pawła II.

## Architektura
W 1340 roku zaczęto budować prezbiterium i wieżę, na końcu korpus nawowy, całość ukończono w 1360 roku. Monumentalna, trójnawowa świątynia wzniesiona jest w stylu gotyku pomorskiego z czerwonej cegły, na podmurówce z głazów granitowych, z czworokątną wieżą od zachodu, w której znajduje się główny portal.

## Wnętrze i wyposażenie
Na przedłużeniu nawy głównej znajduje się prezbiterium z posoborowym ołtarzem. Jest ono ozdobione witrażami głównie przedstawiającymi postać św. Jana Chrzciciela. Nad nawą główną są sklepienia gwiaździste. W zachodniej części nawy głównej usytuowany jest chór z organami.
Od strony północnej do prezbiterium przybudowana jest zakrystia, a do korpusu kaplica Matki Bożej. Nawa boczna, północna jest pokryta sklepieniami krzyżowo-żebrowymi. Ściany nawy ozdobione są polichromiami. Znajduje się tam także Grupa Ukrzyżowania oraz tablice poświęcone: bł. s. Jerzemu Popiełuszce, kard. Stefanowi Wyszyńskiemu oraz kard. Józefowi Glempowi i abp Józefowi Kowalczykowi. W nawie północnej znajduje się wejście do krypt.
W południowej nawie bocznej znajdują się dwa boczne ołtarze: Serca Jezusowego i św. Józefa. Podobnie jak nawa północna jest pokryta sklepieniami krzyżowo-żebrowymi oraz polichromiami. Na ścianach nawy południowej znajdują się tablice poświęcone ks. Sińckiemu oraz bp Janowi Bernardowi Szladze.

## Galeria

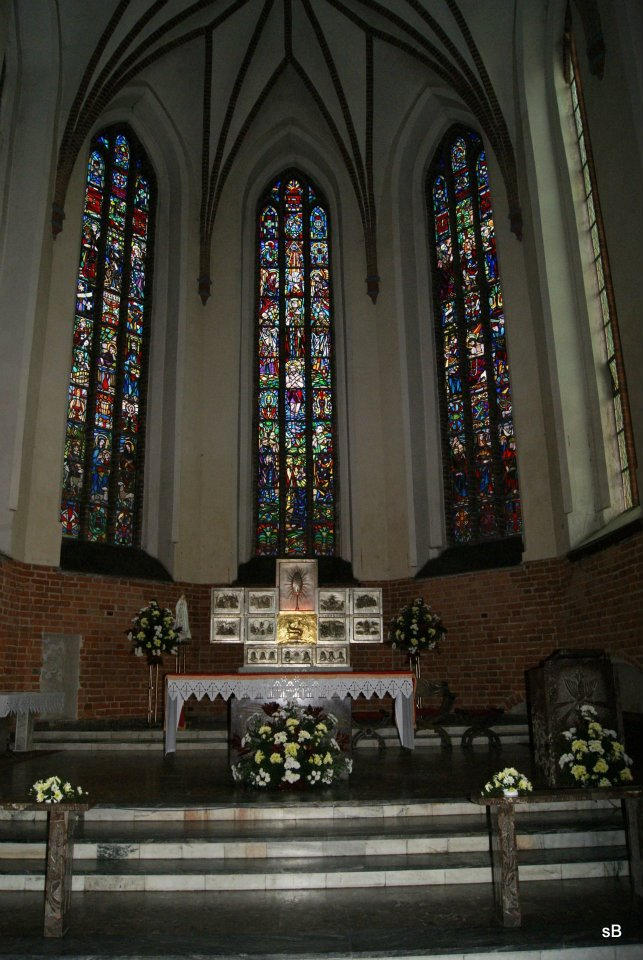
Prezbiterium
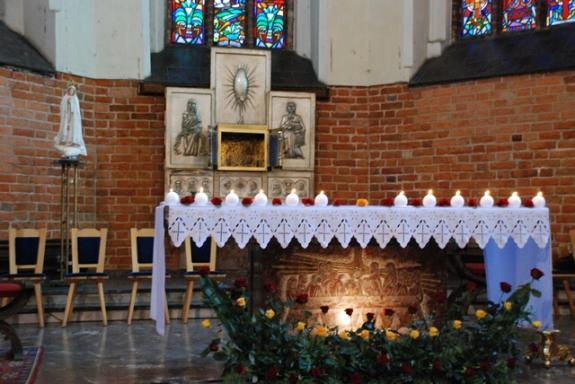
Ołtarz główny
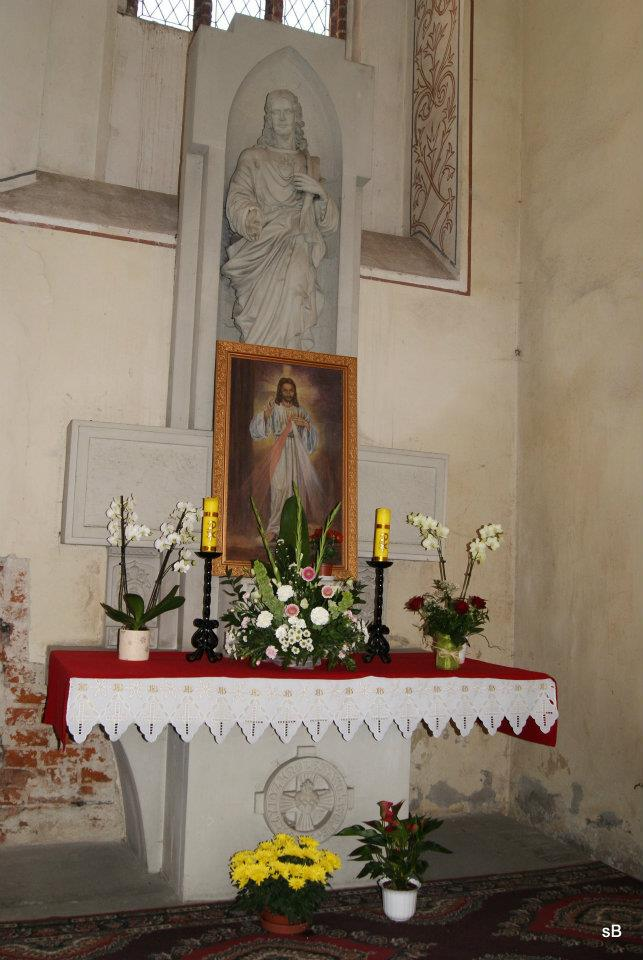
Boczny ołtarz Serca Jezusowego
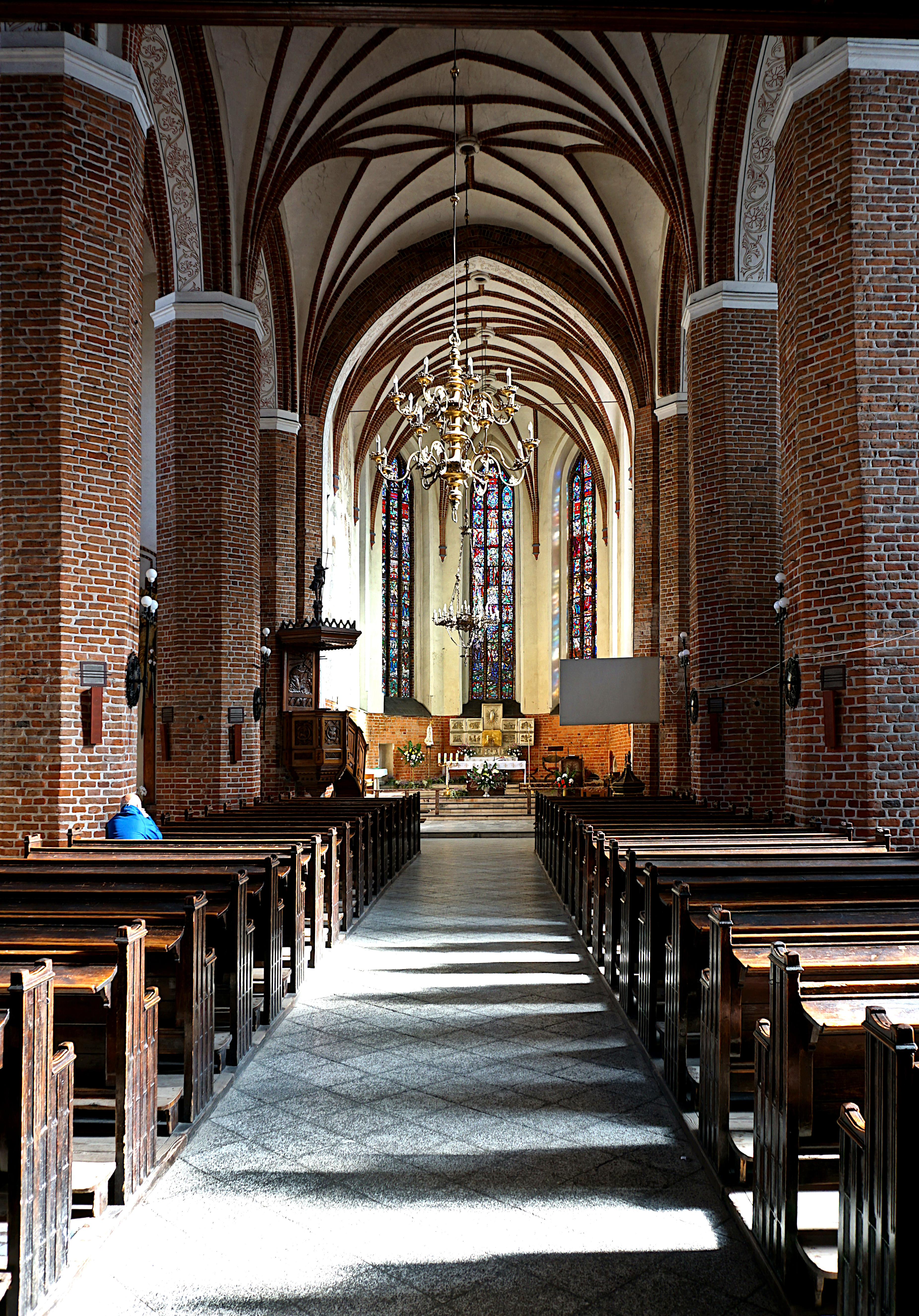
Nawa kościoła